# 분자물리학
분자물리학(Molecular physics)은 분자의 물리적 특성과 분자 역학을 연구하는 학문이다. 이 분야는 물리 화학, 화학 물리학 및 양자 화학과 크게 겹친다. 이 분야는 종종 원자, 분자 및 광학 물리학의 하위 분야로 간주된다. 분자 물리학을 연구하는 연구 그룹은 일반적으로 이러한 다른 분야 중 하나로 지정된다. 분자 물리학은 분자 구조와 분자 내의 개별 원자 프로세스로 인한 현상을 다룬다. 원자 물리학과 마찬가지로 전자기 복사와 물질 사이의 상호 작용을 설명하기 위해 고전 역학과 양자 역학의 조합에 의존한다. 현장 실험은 종종 분광학 및 산란과 같은 원자 물리학에서 가져온 기술에 크게 의존한다.

## 같이 보기
- 분자 모델링
- 에너지 준위
- 분광학
- 물리화학
- 화학물리학
- 양자화학